# Mistrovství světa ve fotbale 1978
11. Mistrovství světa ve fotbale se konalo od 1. června do 25. června 1978 v Argentině (v období vojenské diktatury). Zúčastnilo se jej 16 celků. Finále se hrálo 25. června 1978 
Celkem padlo na turnaji 102 branek, což je v průměru 2,7 branky na zápas.
Nejlepším střelcem turnaje s 6 brankami se stal Mario Kempes z Argentiny.
Nejlepší hráči mistrovství světa: 1. Mario Kempes (Argentina), 2. Paolo Rossi (Itálie), 3. Dirceu (Brazílie).

## Stupně vítězů
| Zlato     | Stříbro    | Bronz    | 4. místo |
| --------- | ---------- | -------- | -------- |
| Argentina | Nizozemsko | Brazílie | Itálie   |

## Kvalifikace
Kvalifikace se zúčastnilo 107 fotbalových reprezentací, které bojovaly o 14 místenek na závěrečném turnaji. Pořadatelská Argentina spolu s obhájcem titulu – SRN měli účast jistou.

### Kvalifikované týmy
| Vlajka     | Stát Archivováno 5. 9. 2015 na Wayback Machine. | Soupisky                                     |
| ---------- | ----------------------------------------------- | -------------------------------------------- |
| Nizozemsko | Nizozemsko (Evropa)                             | Archivováno 14. 9. 2015 na Wayback Machine.  |
| Rakousko   | Rakousko (Evropa)                               | Archivováno 5. 3. 2016 na Wayback Machine.   |
| Francie    | Francie (Evropa)                                | Archivováno 3. 3. 2016 na Wayback Machine.   |
| Polsko     | Polsko (Evropa)                                 | Archivováno 6. 3. 2016 na Wayback Machine.   |
| Skotsko    | Skotsko (Evropa)                                | Archivováno 5. 3. 2018 na Wayback Machine.   |
| Itálie     | Itálie (Evropa)                                 | Archivováno 19. 11. 2015 na Wayback Machine. |
| Španělsko  | Španělsko (Evropa)                              | Archivováno 12. 9. 2015 na Wayback Machine.  |
| Švédsko    | Švédsko (Evropa)                                | Archivováno 5. 10. 2015 na Wayback Machine.  |
| Maďarsko   | Maďarsko (Evropa)                               | Archivováno 11. 10. 2015 na Wayback Machine. |
| Německo    | Německo (Evropa)                                | Archivováno 20. 11. 2015 na Wayback Machine. |
| Mexiko     | Mexiko (Střední Amerika)                        | Archivováno 6. 10. 2015 na Wayback Machine.  |
| Brazílie   | Brazílie (Jižní Amerika)                        | Archivováno 29. 6. 2015 na Wayback Machine.  |
| Peru       | Peru (Jižní Amerika)                            | Archivováno 7. 3. 2016 na Wayback Machine.   |
| Argentina  | Argentina (Jižní Amerika)                       | Archivováno 19. 11. 2015 na Wayback Machine. |
| Írán       | Írán (Asie)                                     | Archivováno 5. 3. 2016 na Wayback Machine.   |
| Tunisko    | Tunisko (Afrika)                                | Archivováno 6. 3. 2016 na Wayback Machine.   |

## Skupinová fáze

### Skupina 1
| Tým       | Z | V | R | P | VG | IG | +/- | B |
| --------- | - | - | - | - | -- | -- | --- | - |
| Itálie    | 3 | 3 | 0 | 0 | 6  | 2  | +4  | 6 |
| Argentina | 3 | 2 | 0 | 1 | 4  | 3  | +1  | 4 |
| Francie   | 3 | 1 | 0 | 2 | 5  | 5  | 0   | 2 |
| Maďarsko  | 3 | 0 | 0 | 3 | 3  | 8  | -5  | 0 |

| 2. června 1978 13:45 UTC-3 |        |            |                                                                                              |
| Itálie                     | 2 : 1  | Francie    | Estadio José María Minella, Mar del Plata diváci: 38 100 rozhodčí: Nicolae Rainea (Rumunsko) |
| Rossi 29' Zaccarelli 54'   | Report | Lacombe 1' | Estadio José María Minella, Mar del Plata diváci: 38 100 rozhodčí: Nicolae Rainea (Rumunsko) |

| 2. června 1978 19:15 UTC-3 |        |          |                                                                                         |
| Argentina                  | 2 : 1  | Maďarsko | Estadio Monumental, Buenos Aires diváci: 71 615 rozhodčí: Antonio Garrido (Portugalsko) |
| Luque 14' Bertoni 83'      | Report | Csapó 9' | Estadio Monumental, Buenos Aires diváci: 71 615 rozhodčí: Antonio Garrido (Portugalsko) |

| 6. června 1978 13:45 UTC-3        |        |                    |                                                                                            |
| Itálie                            | 3 : 1  | Maďarsko           | Estadio José María Minella, Mar del Plata diváci: 26 533 rozhodčí: Ramón Barreto (Uruguay) |
| Rossi 34' Bettega 35' Benetti 61' | Report | A. Tóth 81' (pen.) | Estadio José María Minella, Mar del Plata diváci: 26 533 rozhodčí: Ramón Barreto (Uruguay) |

| 6. června 1978 19:15 UTC-3      |        |             |                                                                                   |
| Argentina                       | 2 : 1  | Francie     | Estadio Monumental, Buenos Aires diváci: 71 666 rozhodčí: Jean Dubach (Švýcarsko) |
| Passarella 45' (pen.) Luque 73' | Report | Platini 60' | Estadio Monumental, Buenos Aires diváci: 71 666 rozhodčí: Jean Dubach (Švýcarsko) |

| 10. června 1978 14:30 UTC-3         |        |             | |
| Francie                             | 3 : 1  | Maďarsko    | Estadio José María Minella, Mar del Plata diváci: 23 127 rozhodčí: Arnaldo Cézar Coelho (Brazílie) |
| Lopez 23' Berdoll 38' Rocheteau 42' | Report | Zombori 41' | Estadio José María Minella, Mar del Plata diváci: 23 127 rozhodčí: Arnaldo Cézar Coelho (Brazílie) |

| 10. června 1978 19:15 UTC-3 |        |             |                                                                                  |
| Argentina                   | 0 : 1  | Itálie      | Estadio Monumental, Buenos Aires diváci: 71 712 rozhodčí: Abraham Klein (Izrael) |
|                             | Report | Bettega 67' | Estadio Monumental, Buenos Aires diváci: 71 712 rozhodčí: Abraham Klein (Izrael) |

### Skupina 2
| Tým     | Z | V | R | P | VG | IG | +/- | B |
| ------- | - | - | - | - | -- | -- | --- | - |
| Polsko  | 3 | 2 | 1 | 0 | 4  | 1  | +3  | 5 |
| SRN     | 3 | 1 | 2 | 0 | 6  | 0  | +6  | 4 |
| Tunisko | 3 | 1 | 1 | 1 | 3  | 2  | +1  | 3 |
| Mexiko  | 3 | 0 | 0 | 3 | 2  | 12 | -10 | 0 |

| 1. června 1978 15:00 UTC-3 |        |        |                                                                                               |
| SRN                        | 0 : 0  | Polsko | Estadio Monumental, Buenos Aires diváci: 67 579 rozhodčí: Ángel Norberto Coerezza (Argentina) |
|                            | Report |        | Estadio Monumental, Buenos Aires diváci: 67 579 rozhodčí: Ángel Norberto Coerezza (Argentina) |

| 2. června 1978 16:45 UTC-3         |        |                          |                                                                                     |
| Tunisko                            | 3 : 1  | Mexiko                   | Estadio Gigante de Arroyito, Rosario diváci: 17 396 rozhodčí: John Gordon (Skotsko) |
| Kaabi 55' Ghommidh 80' Dhouieb 86' | Report | Vázquez Ayala 45' (pen.) | Estadio Gigante de Arroyito, Rosario diváci: 17 396 rozhodčí: John Gordon (Skotsko) |

| 6. června 1978 16:45 UTC-3                                     |        |        |                                                                                 |
| SRN                                                            | 6 : 0  | Mexiko | Estadio Chateau Carreras, Córdoba diváci: 35 258 rozhodčí: Farouk Bouzo (Sýrie) |
| D. Müller 14' H. Müller 29' Rummenigge 38', 71' Flohe 44', 89' | Report |        | Estadio Chateau Carreras, Córdoba diváci: 35 258 rozhodčí: Farouk Bouzo (Sýrie) |

| 6. června 1978 16:45 UTC-3 |        |         |                                                                                                |
| Polsko                     | 1 : 0  | Tunisko | Estadio Gigante de Arroyito, Rosario diváci: 9 624 rozhodčí: Ángel Franco Martínez (Španělsko) |
| Lato 42'                   | Report |         | Estadio Gigante de Arroyito, Rosario diváci: 9 624 rozhodčí: Ángel Franco Martínez (Španělsko) |

| 10. června 1978 16:45 UTC-3 |        |         |                                                                                                  |
| SRN                         | 0 : 0  | Tunisko | Estadio Olímpico Chateau Carreras, Córdoba diváci: 30 667 rozhodčí: César Guerrero Orosco (Peru) |
|                             | Report |         | Estadio Olímpico Chateau Carreras, Córdoba diváci: 30 667 rozhodčí: César Guerrero Orosco (Peru) |

| 10. června 1978 16:45 UTC-3 |        |            |                                                                                   |
| Polsko                      | 3 : 1  | Mexiko     | Estadio Gigante de Arroyito, Rosario diváci: 22 651 rozhodčí: Jafar Namdar (Írán) |
| Boniek 42', 83' Deyna 56'   | Report | Rangel 51' | Estadio Gigante de Arroyito, Rosario diváci: 22 651 rozhodčí: Jafar Namdar (Írán) |

### Skupina 3
| Tým       | Z | V | R | P | VG | IG | +/- | B |
| --------- | - | - | - | - | -- | -- | --- | - |
| Rakousko  | 3 | 2 | 0 | 1 | 3  | 2  | +1  | 4 |
| Brazílie  | 3 | 1 | 2 | 0 | 2  | 1  | +1  | 4 |
| Španělsko | 3 | 1 | 1 | 1 | 2  | 2  | 0   | 3 |
| Švédsko   | 3 | 0 | 1 | 2 | 1  | 3  | -2  | 1 |

| 3. června 1978 13:45 UTC-3 |        |           |                                                                                          |
| Rakousko                   | 2 : 1  | Španělsko | Estadio José Amalfitani, Buenos Aires diváci: 40 841 rozhodčí: Károly Palotai (Maďarsko) |
| Schachner 10' Krankl 79'   | Report | Dani 21'  | Estadio José Amalfitani, Buenos Aires diváci: 40 841 rozhodčí: Károly Palotai (Maďarsko) |

| 3. června 1978 13:45 UTC-3 |        |             |                                                                                         |
| Brazílie                   | 1 : 1  | Švédsko     | Estadio José Maria Minella, Mar del Plata diváci: 32 569 rozhodčí: Clive Thomas (Wales) |
| Reinaldo 45'               | Report | Sjöberg 37' | Estadio José Maria Minella, Mar del Plata diváci: 32 569 rozhodčí: Clive Thomas (Wales) |

| 7. června 1978 13:45 UTC-3 |        |         |                                                                                            |
| Rakousko                   | 1 : 0  | Švédsko | Estadio José Amalfitani, Buenos Aires diváci: 41 424 rozhodčí: Charles Corver (Nizozemsko) |
| Krankl 42' (pen.)          | Report |         | Estadio José Amalfitani, Buenos Aires diváci: 41 424 rozhodčí: Charles Corver (Nizozemsko) |

| 7. června 1978 13:45 UTC-3 |        |           |                                                                                            |
| Brazílie                   | 0 : 0  | Španělsko | Estadio José Maria Minella, Mar del Plata diváci: 34 771 rozhodčí: Sergio Gonella (Itálie) |
|                            | Report |           | Estadio José Maria Minella, Mar del Plata diváci: 34 771 rozhodčí: Sergio Gonella (Itálie) |

| 11. června 1978 13:45 UTC-3 |        |         |                                                                                        |
| Španělsko                   | 1 : 0  | Švédsko | Estadio José Amalfitani, Buenos Aires diváci: 46 765 rozhodčí: Ferdinand Biwersi (NSR) |
| Asensi 75'                  | Report |         | Estadio José Amalfitani, Buenos Aires diváci: 46 765 rozhodčí: Ferdinand Biwersi (NSR) |

| 11. června 1978 13:45 UTC-3 |        |          |                                                                                           |
| Brazílie                    | 1 : 0  | Rakousko | Estadio José Maria Minella, Mar del Plata diváci: 35 221 rozhodčí: Robert Wurtz (Francie) |
| Roberto Dinamite 40'        | Report |          | Estadio José Maria Minella, Mar del Plata diváci: 35 221 rozhodčí: Robert Wurtz (Francie) |

### Skupina 4
| Tým        | Z | V | R | P | VG | IG | +/- | B |
| ---------- | - | - | - | - | -- | -- | --- | - |
| Peru       | 3 | 2 | 1 | 0 | 7  | 2  | +5  | 5 |
| Nizozemsko | 3 | 1 | 1 | 1 | 5  | 3  | +2  | 3 |
| Skotsko    | 3 | 1 | 1 | 1 | 5  | 6  | -1  | 3 |
| Írán       | 3 | 0 | 1 | 2 | 2  | 8  | -6  | 1 |

| 3. června 1978 16:45 UTC-3  |        |            |                                                                                   |
| Peru                        | 3 : 1  | Skotsko    | Estadio Chateau Carreras, Córdoba diváci: 37 927 rozhodčí: Ulf Eriksson (Švédsko) |
| Cueto 43' Cubillas 70', 76' | Report | Jordan 19' | Estadio Chateau Carreras, Córdoba diváci: 37 927 rozhodčí: Ulf Eriksson (Švédsko) |

| 3. června 1978 16:45 UTC-3              |        |      |                                                                                                 |
| Nizozemsko                              | 3 : 0  | Írán | Estadio Ciudad de Mendoza, Mendoza diváci: 33 431 rozhodčí: Alfonso González Archundia (Mexiko) |
| Rensenbrink 40' (pen.), 62', 78' (pen.) | Report |      | Estadio Ciudad de Mendoza, Mendoza diváci: 33 431 rozhodčí: Alfonso González Archundia (Mexiko) |

| 7. června 1978 16:45 UTC-3 |        |                |                                                                                     |
| Skotsko                    | 1 : 1  | Írán           | Estadio Chateau Carreras, Córdoba diváci: 7 938 rozhodčí: Youssou N'Diaye (Senegal) |
| Eskandarian 43' (vl.)      | Report | Danaeifard 60' | Estadio Chateau Carreras, Córdoba diváci: 7 938 rozhodčí: Youssou N'Diaye (Senegal) |

| 7. června 1978 16:45 UTC-3 |        |      |                                                                                |
| Nizozemsko                 | 0 : 0  | Peru | Estadio Ciudad de Mendoza, Mendoza diváci: 28 125 rozhodčí: Adolf Prokop (NDR) |
|                            | Report |      | Estadio Ciudad de Mendoza, Mendoza diváci: 28 125 rozhodčí: Adolf Prokop (NDR) |

| 11. června 1978 16:45 UTC-3                       |        |             |                                                                                   |
| Peru                                              | 4 : 1  | Írán        | Estadio Chateau Carreras, Córdoba diváci: 21 262 rozhodčí: Alojzy Jarguz (Polsko) |
| Velásquez 2' Cubillas 36' (pen.), 39' (pen.), 79' | Report | Rowshan 41' | Estadio Chateau Carreras, Córdoba diváci: 21 262 rozhodčí: Alojzy Jarguz (Polsko) |

| 11. června 1978 16:45 UTC-3          |        |                                |                                                                                       |
| Skotsko                              | 3 : 2  | Nizozemsko                     | Estadio Ciudad de Mendoza, Mendoza diváci: 35 130 rozhodčí: Erich Linemayr (Rakousko) |
| Dalglish 44' Gemmill 46' (pen.), 68' | Report | Rensenbrink 34' (pen.) Rep 71' | Estadio Ciudad de Mendoza, Mendoza diváci: 35 130 rozhodčí: Erich Linemayr (Rakousko) |

## Semifinálová fáze

### Skupina A
| Tým        | Z | V | R | P | VG | IG | +/- | B |
| ---------- | - | - | - | - | -- | -- | --- | - |
| Nizozemsko | 3 | 2 | 1 | 0 | 9  | 4  | +5  | 5 |
| Itálie     | 3 | 1 | 1 | 1 | 2  | 2  | 0   | 3 |
| SRN        | 3 | 0 | 2 | 1 | 4  | 5  | -1  | 2 |
| Rakousko   | 3 | 1 | 0 | 2 | 4  | 8  | -4  | 2 |

| 14. června 1978 13:45 UTC-3 |        |                                                                      |                                                                                  |
| Rakousko                    | 1 : 5  | Nizozemsko                                                           | Estadio Chateau Carreras, Córdoba diváci: 25 050 rozhodčí: John Gordon (Skotsko) |
| Obermayer 80'               | Report | Brandts 6' Rensenbrink 35' (pen.) Rep 36', 53' W. van de Kerkhof 82' | Estadio Chateau Carreras, Córdoba diváci: 25 050 rozhodčí: John Gordon (Skotsko) |

| 14. června 1978 13:45 UTC-3 |        |     |                                                                                         |
| Itálie                      | 0 : 0  | SRN | Estadio Monumental, Buenos Aires diváci: 67 547 rozhodčí: Dušan Maksimović (Jugoslávie) |
|                             | Report |     | Estadio Monumental, Buenos Aires diváci: 67 547 rozhodčí: Dušan Maksimović (Jugoslávie) |

| 18. června 1978 16:45 UTC-3    |        |                            |                                                                                    |
| Nizozemsko                     | 2 : 2  | SRN                        | Estadio Chateau Carreras, Córdoba diváci: 40 750 rozhodčí: Ramón Barreto (Uruguay) |
| Haan 27' R. van de Kerkhof 82' | Report | Abramczik 3' D. Müller 70' | Estadio Chateau Carreras, Córdoba diváci: 40 750 rozhodčí: Ramón Barreto (Uruguay) |

| 18. června 1978 16:45 UTC-3 |        |          |                                                                                 |
| Itálie                      | 1 : 0  | Rakousko | Estadio Monumental, Buenos Aires diváci: 66 695 rozhodčí: Francis Rion (Belgie) |
| Rossi 13'                   | Report |          | Estadio Monumental, Buenos Aires diváci: 66 695 rozhodčí: Francis Rion (Belgie) |

| 21. června 1978 13:45 UTC-3     |        |                               |                                                                                   |
| Rakousko                        | 3 : 2  | SRN                           | Estadio Chateau Carreras, Córdoba diváci: 38 318 rozhodčí: Abraham Klein (Izrael) |
| Vogts 59' (vl.) Krankl 66', 87' | Report | Rummenigge 19' Hölzenbein 72' | Estadio Chateau Carreras, Córdoba diváci: 38 318 rozhodčí: Abraham Klein (Izrael) |

| 21. června 1978 13:45 UTC-3 |        |                      |                                                                                             |
| Itálie                      | 1 : 2  | Nizozemsko           | Estadio Monumental, Buenos Aires diváci: 67 433 rozhodčí: Angel Franco Martínez (Španělsko) |
| Brandts 19' (vl.)           | Report | Brandts 49' Haan 76' | Estadio Monumental, Buenos Aires diváci: 67 433 rozhodčí: Angel Franco Martínez (Španělsko) |

### Skupina B
| Tým       | Z | V | R | P | VG | IG | +/- | B |
| --------- | - | - | - | - | -- | -- | --- | - |
| Argentina | 3 | 2 | 1 | 0 | 8  | 0  | +8  | 5 |
| Brazílie  | 3 | 2 | 1 | 0 | 6  | 1  | +5  | 5 |
| Polsko    | 3 | 1 | 0 | 2 | 2  | 5  | -3  | 2 |
| Peru      | 3 | 0 | 0 | 3 | 0  | 10 | -10 | 0 |

| 14. června 1978 16:45 UTC-3 |        |                                 |                                                                                       |
| Peru                        | 0 : 3  | Brazílie                        | Estadio Ciudad de Mendoza, Mendoza diváci: 31 278 rozhodčí: Nicolae Rainea (Rumunsko) |
|                             | Report | Dirceu 15', 27' Zico 72' (pen.) | Estadio Ciudad de Mendoza, Mendoza diváci: 31 278 rozhodčí: Nicolae Rainea (Rumunsko) |

| 14. června 1978 19:15 UTC-3 |        |        |                                                                                      |
| Argentina                   | 2 : 0  | Polsko | Estadio Gigante de Arroyito, Rosario diváci: 37 091 rozhodčí: Ulf Eriksson (Švédsko) |
| Kempes 16', 72'             | Report |        | Estadio Gigante de Arroyito, Rosario diváci: 37 091 rozhodčí: Ulf Eriksson (Švédsko) |

| 18. června 1978 13:45 UTC-3 |        |              |                                                                                    |
| Peru                        | 0 : 1  | Polsko       | Estadio Ciudad de Mendoza, Mendoza diváci: 35 288 rozhodčí: Pat Partridge (Anglie) |
|                             | Report | Szarmach 64' | Estadio Ciudad de Mendoza, Mendoza diváci: 35 288 rozhodčí: Pat Partridge (Anglie) |

| 18. června 1978 19:15 UTC-3 |        |          |                                                                                         |
| Argentina                   | 0 : 0  | Brazílie | Estadio Gigante de Arroyito, Rosario diváci: 37 326 rozhodčí: Károly Palotai (Maďarsko) |
|                             | Report |          | Estadio Gigante de Arroyito, Rosario diváci: 37 326 rozhodčí: Károly Palotai (Maďarsko) |

| 21. června 1978 16:45 UTC-3 |        |                                       |                                                                                           |
| Polsko                      | 1 : 3  | Brazílie                              | Estadio Ciudad de Mendoza, Mendoza diváci: 39 586 rozhodčí: Juan Silvagno Cavanna (Chile) |
| Lato 45'                    | Report | Nelinho 13' Roberto Dinamite 58', 63' | Estadio Ciudad de Mendoza, Mendoza diváci: 39 586 rozhodčí: Juan Silvagno Cavanna (Chile) |

| 21. června 1978 19:15 UTC-3                               |        |      |                                                                                      |
| Argentina                                                 | 6 : 0  | Peru | Estadio Gigante de Arroyito, Rosario diváci: 37 315 rozhodčí: Robert Wurtz (Francie) |
| Kempes 21', 49' Tarantini 43' Luque 50', 72' Houseman 67' | Report |      | Estadio Gigante de Arroyito, Rosario diváci: 37 315 rozhodčí: Robert Wurtz (Francie) |

## Vyřazovací fáze

### O bronz
| 24. června 1978 15:00 UTC-3 |        |            |                                                                                  |
| Brazílie                    | 2 : 1  | Itálie     | Estadio Monumental, Buenos Aires diváci: 69 659 rozhodčí: Abraham Klein (Izrael) |
| Nelinho 64' Dirceu 71'      | Report | Causio 38' | Estadio Monumental, Buenos Aires diváci: 69 659 rozhodčí: Abraham Klein (Izrael) |

### Finále
| 25. června 1978 15:00 UTC-3 |                   |                               |                                                                                   |
| Nizozemsko                  | 1 : 3 (po prodl.) | Argentina                     | Estadio Monumental, Buenos Aires diváci: 71 483 rozhodčí: Sergio Gonella (Itálie) |
| Nanninga 82'                | Report            | Kempes 37', 104' Bertoni 115' | Estadio Monumental, Buenos Aires diváci: 71 483 rozhodčí: Sergio Gonella (Itálie) |